# Чуваш-Пай
Чува́ш-Пай (рос. Чуваш-Пай) — присілок у складі Гур'євського округу Кемеровської області, Росія.
Стара назва — Чувашпай.

## Населення
Населення — 263 особи (2010; 313 у 2002).
Національний склад (станом на 2002 рік):
- росіяни — 71 %
- чуваші — 28 %